# 263 Dresda
263 Dresda (mednarodno ime je tudi 263 Dresda) je majhen asteroid tipa S (po SMASS) v glavnem asteroidnem pasu. 

## Odkritje
Asteroid je odkril avstrijski astronom Johann Palisa 3. novembra 1886 na Dunaju . Imenuje se po nemškem mestu Dresdnu.

## Lastnosti
Asteroid Dresda obkroži Sonce v 4,9 letih. Njegova tirnica ima izsrednost 0,079 nagnjena pa je za 1,314° proti ekliptiki. Njegov premer je 23,24 km, okoli svoje osi pa se zavrti v 16,809 h ..